# Порту-Франку

Порту-Франку на карте штата.

Порту-Франку (порт. Porto Franco) — муниципалитет в Бразилии, входит в штат Мараньян. Составная часть мезорегиона Юг штата Мараньян. Входит в экономико-статистический микрорегион Порту-Франку. Население составляет 21 530 человек на 2010 год. Занимает площадь 1417,493 км². Плотность населения — 15,19 чел./км². Праздник города — 1 января.

## Демография
Согласно сведениям, собранным в ходе переписи 2010 г. Национальным институтом географии и статистики (IBGE), население муниципалитета составляет:
| Полное население                               | Полное население                               | Полное население                               | Полное население                               | 21 530 |
| ---------------------------------------------- | ---------------------------------------------- | ---------------------------------------------- | ---------------------------------------------- | ------ |
| в том числе:                                   | Городское население                            | 16 866                                         | Процент городского населения, %                | 78,34  |
|                                                | Сельское население                             | 4664                                           | Процент сельского населения, %                 | 21,66  |
|                                                | Мужское население                              | 10 848                                         | Процент мужского населения, %                  | 50,39  |
|                                                | Женское население                              | 10 682                                         | Процент женского населения, %                  | 49,61  |
| Плотность населения, чел/км²                   | Плотность населения, чел/км²                   | Плотность населения, чел/км²                   | Плотность населения, чел/км²                   | 15,19  |
| Население муниципалитета в % к населению штата | Население муниципалитета в % к населению штата | Население муниципалитета в % к населению штата | Население муниципалитета в % к населению штата | 0,33   |

По данным оценки 2016 года, население муниципалитета составляет 23 243 жителя.

## История
Город основан 1 января 1920 года.

## Статистика
- Валовой внутренний продукт на 2003 год составляет 42 394 713,00 реалов (данные: Бразильский институт географии и статистики).
- Валовой внутренний продукт на душу населения на 2003 год составляет 2404,56 реала (данные: Бразильский институт географии и статистики).
- Индекс развития человеческого потенциала на 2000 год составляет 0,678 (данные: Программа развития ООН).